# Červená výšina
Červená výšina (německy Rothe Höhe) je vrchol v České republice ležící v Krkonošském podhůří.

## Poloha
Červená výšina se nachází mezi obcemi Čermná a Rudník asi 3,5 km severně od města Hostinné a asi 11 km západně od Trutnova. Výšina je pro své blízké okolí dominantní a kromě východní strany i jasně výškově vymezená. Nachází se v západním zakončení asi 3,5 km dlouhého hřebenu. Jeho východním zakončením je vrch Liška (514 m). V západním svahu výšiny se nachází boční vrchol Soví vrch (445 m). Z vrcholu, případně z přilehlých svahů je dobrý rozhled na podhůří Krkonoš i na ně samotné, konkrétně na Černohorskou hornatinu.

## Vodstvo
Červená výšina náleží do povodí Labe. Jihovýchodní stranu odvodňuje Čermenský potok, severozápadní říčka Čistá.

## Vegetace
Vrcholovou partii výšiny pokrývá pole, prudší severní a jižní úbočí les.

## Stavby a komunikace
Přímo na vrcholu se žádné stavby nenacházejí, východně od něj prochází elektrické vedení 35 kV. V sedle mezi Červenou výšinou a Sovím vrchem se nachází nevelký motokrosový areál Rudnická rokle. Jižním svahem je vedena polní cesta sledovaná modře značenou turistickou trasou 1822 z Hostinného do Trutnova. Z této cesty vede odbočka do východního podvrcholového prostoru.